# (500649) 2012 VT12
(500649) 2012 VT12 es un asteroide perteneciente al cinturón de asteroides, región del sistema solar que se encuentra entre las órbitas de Marte y Júpiter, descubierto el 2 de noviembre de 2007 por el equipo del Spacewatch desde el Observatorio Nacional de Kitt Peak, Arizona, Estados Unidos.

## Designación y nombre
Designado provisionalmente como 2012 VT12. 

## Características orbitales
2012 VT12 está situado a una distancia media del Sol de 3,065 ua, pudiendo alejarse hasta 3,574 ua y acercarse hasta 2,557 ua. Su excentricidad es 0,165 y la inclinación orbital 1,941 grados. Emplea 1960,76 días en completar una órbita alrededor del Sol.

## Características físicas
La magnitud absoluta de 2012 VT12 es 17,4. 